# Dschano Ananidse
Dschano Ananidse (georgisch ჯანო ანანიძე; englisch Jano Ananidze; russisch Джано Ананидзе; * 10. Oktober 1992 in Kobuleti) ist ein ehemaliger georgischer Fußballspieler, der lange bei Spartak Moskau unter Vertrag stand.

## Karriere
Seine Anfänge im Jugendfußball machte Ananidse bei Dinamo Tiflis. 2005 wurde er zu Dynamo Kiew transferiert, wo sein Talent noch nicht erkannt wurde. Drei Jahre später kaufte ihn dann Spartak Moskau. Schon im folgenden Jahr, mit erst 16 Jahren, bekam er vom neuen Trainer Waleri Karpin die Chance, sich in der ersten Mannschaft zu zeigen. Bei seinem Profidebüt im Juni 2009 im Pokalspiel gegen FK Krasnodar erzielte er sein erstes Tor. Sein Debüt in der russischen Liga hatte Ananidse am 1. August 2009. Außerdem ist er der jüngste Torschütze der RFPL aller Zeiten, mit 17 Jahren und 8 Tagen traf er im Stadtderby gegen Lokomotive Moskau. Sein Europapokaldebüt gab Ananidze am 19. Oktober 2010, als er bei der 0:2-Niederlage im Gruppenspiel der UEFA Champions League gegen den FC Chelsea eingewechselt wurde. Sein erstes Europapokaltor machte er am 17. Februar 2011, als er beim 3:2-Sieg im Sechzehntelfinalhinspiel der UEFA Europa League gegen den FC Basel den 3:2-Siegtreffer machte.

## International
Ananidse durchlief mehrere Jugendmannschaften Georgiens. Im Juli 2009 wurde er schließlich in die Georgische Fußballnationalmannschaft eingeladen, für die er bisher sieben Spiele absolvierte. Ananidse spielt regelmäßig in der U21-Auswahl seines Landes; sein erstes Tor im Dress der U21-Mannschaft erzielte er am 3. März 2010 gegen Estland, sein erstes für die Nationalmannschaft am 17. November 2010 gegen Slowenien.

## Titel und Erfolge
- Georgiens Fußballer des Jahres 2009, laut der Zeitung «Msoplio sporti»
- Russischer Meister: 2017